# Stepronin
Stepronin là một thuốc tiêu nhầy  và thuốc long đàm.